# Szulejmán omajjád kalifa
Szulejmán ibn Abd al-Malik (arab betűkkel سليمان بن عبد الملك – Sulaymān ibn ʿAbd al-Malik; 674 k. – 717. szeptember 22. vagy október 1.) volt a szunnita iszlám tizenegyedik kalifája (uralkodott 715-től haláláig), egyben a 750-ig uralkodó Omajjád-dinasztia ún. marvánida ágának negyedik tagja. Uralkodásának legnevezetesebb eseménye Konstantinápoly sikertelen ostroma.

## Leszámolás Haddzsádzs híveivel
Szulejmán Abd al-Malik (685–705) második trónra kerülő fia volt, bátyját, I. al-Valídot (705–715) követte a trónon. Bátyja uralkodása alatt Palesztina emírje volt, és kalifaként sem költözött át ramlai rezidenciájából Damaszkuszba. Még kormányzóként alakított ki jó kapcsolatokat a kalbitákkal, és erre az időre tehető a könyörtelen iraki kormányzó, al-Haddzsádzs ibn Júszuf elleni beállítottságának kialakulása (Szulejmán mentette meg például Jazíd ibn al-Muhallabot Haddzsádzs üldözése elől, hogy Valíd elé küldte összebilincselve saját gyermekével, mire az megbocsátott.
Trónra jutva első dolga volt leszámolni a nemrég elhunyt mezopotámiai kormányzó híveivel. Szindh meghódítója, Muhammad ibn al-Kászim börtönbe került, ahol meggyilkolták. Kuszajla ibn Muszlim, Transzoxánia legyőzője, látva, hogy rá is hasonló sors vár, sikertelen lázadást szervezett, melyet véresen levertek. Irak élére Ibn al-Muhallab került.

## Konstantinápoly megtámadása
Szulejmán rövid regnálásának kétségkívül legnagyobb horderejű eseménye a Bizánci Birodalom ellen indított hadjárat volt. Fivére, a kiváló hadvezér Maszlama ibn Abd al-Malik vezetésével indult egy komoly arab flotta Konstantinápoly ellen, remélve, hogy ki tudják használni a 695 óta dúló trónviszályt, vesztükre azonban II. Anasztasziosz gondos előkészületei, a trónra lépő III. León katonai képességei, Tervel bolgár kán segítsége és a nagyon kemény tél egy évvel az ostrom megkezdése után, 718. augusztus 15-én visszavonulásra késztette őket. Ezt már Szulejmán nem érhette meg: útban az ostrom felé hunyt el.

## Hagyatéka
Szulejmán, bár leszámolt a források által igencsak ellenségesen kezelt Haddzsáddzsal, kiváló szónoki képességekkel rendelkezett, megtámadta Konstantinápolyt és igyekezett a mekkai zarándokút vízellátását biztosítani, nem tartozott a legnépszerűbb kalifák közé. Rossz megítélése leginkább kicsapongó tobzódásainak köszönhető – állítólag udvarában csak nőkről és az evés-ivásról esett szó. Nagyobb hódítással sem büszkélkedhetett, bár horászáni helytartója, az ide áthelyezett Ibn al-Muhallab harcolt a hegyvidéki Tabarisztánban, és 717-ben egy portya a Pireneusokon is átkelt.
Szulejmán különleges döntést hozott az öröklés terén. 717-ben ugyanis kijelölt utódja, Ajjúb nevű fia elhunyt, ám ő ahelyett, hogy a Konstantinápoly alatt harcoló másik fiát, otthon tartózkodó kiskorú gyermekei egyikét vagy valamelyik fivérét nevezze ki örökösül, a teológus Radzsá rábeszélésére unokatestvérét, I. Marván Abd al-Azíz nevű fiától származó unokáját, a rendkívül vallásos, Mekkában nevelkedett II. Omárt (717–720) jelölte ki örököséül.
Később két fivére, II. Jazíd (720–724) és Hisám (724–743) is elfoglalhatta a damaszkuszi trónt. Szulejmán leszármazottai sosem uralkodtak.